# 诺瓦斯科舍议会
诺瓦斯科舍議會（英語：Nova Scotia House of Assembly）是加拿大诺瓦斯科舍省的立法機關。議會位於哈利法克斯。由55名議員組成。